# Општина Воинешти (Јаши)
Воинешти (рум. Voineşti) општина је у Румунији у округу Јаши.
Oпштина се налази на надморској висини од 106 m.